# ذهول
الذهول (بالإنجليزية: Stupor)‏ هو حالة عدم وجود حالة الإدراك الحرجة ودرجة الوعي حيث أن المريض لا يستجيب لأي من المنبهات إلا بعض المنبهات الأساسية مثل الألم. في حالة الذهول يكون الشخص غير قادر على الكلام لكن يظهر عليه أنه واع وعيناه مفتوحتان ويتتبع الأشياء المحيطة به.
يحدث الذهول في عدد من الحالات مثل:
- بعض أمراض العدوى
- حالات التسمم المعقدة
- انخفاض درجة الحرارة الحاد
- نقص فيتامين بي12 يتسبب بحالات من انخفاض القدرات الذهنية، مستوى الإدراك، والوعي.
- حالات الاضطراب النفسي مثل الفصام والاضطراب الاكتئابي الحاد
- أمراض وعائية مثل الاعتلال الدماغي بارتفاع ضغط الدم
- الصدمة بسبب خبر حادث ما
- الأورام مثل ورم المخ
- فرط فيتامين دي